# Tuber dryophilum
Tuber dryophilum är en svampart som beskrevs av Tul. & C. Tul. 1844. Tuber dryophilum ingår i släktet Tuber och familjen Tuberaceae.   Inga underarter finns listade i Catalogue of Life.